# 甘酒横丁
甘酒横丁（あまざけよこちょう）は、東京都中央区に所在する商店街・通りの名前。

## 概要
中央区日本橋人形町にある「甘酒横丁」交差点から浜町緑道との交点、または中央区日本橋浜町の清洲橋通りに所在する明治座に至る商店街・通りが甘酒横丁と呼ばれている。正式な通りの愛称としては、「人形町通り」と接する日本橋人形町二丁目4番を起点とし、旧浜町川である浜町緑道に接する日本橋人形町二丁目32番を終点として、昭和63年度に中央区道路愛称として指定された。この区間は、西向きの一方通行道路で、全て日本橋人形町に属し、その先、浜町公園に至る部分は日本橋浜町に属する。起点である「甘酒横丁」交差点は、日比谷線人形町駅出口が所在し、そこから北東方向に明治座横の「浜町公園前」交差点・浜町公園方面まで直線で延びている。明治座横の「浜町公園前」交差点までは「甘酒横丁」交差点から、400メートルほどの道のりとなる。
明治座側は、浜町緑道との交点の先は、通りの愛称としては別途「明治座通り」との愛称がつけられており、そのまま直進すると浜町公園に至る。浜町公園のほど近くには都営新宿線浜町駅が所在する。
浜町緑道との交差点付近には、『勧進帳』の弁慶像が所在する。近傍の人形町界隈には、中村座や市村座がかつて所在し、江戸歌舞伎発祥の地の一つとされることによる。

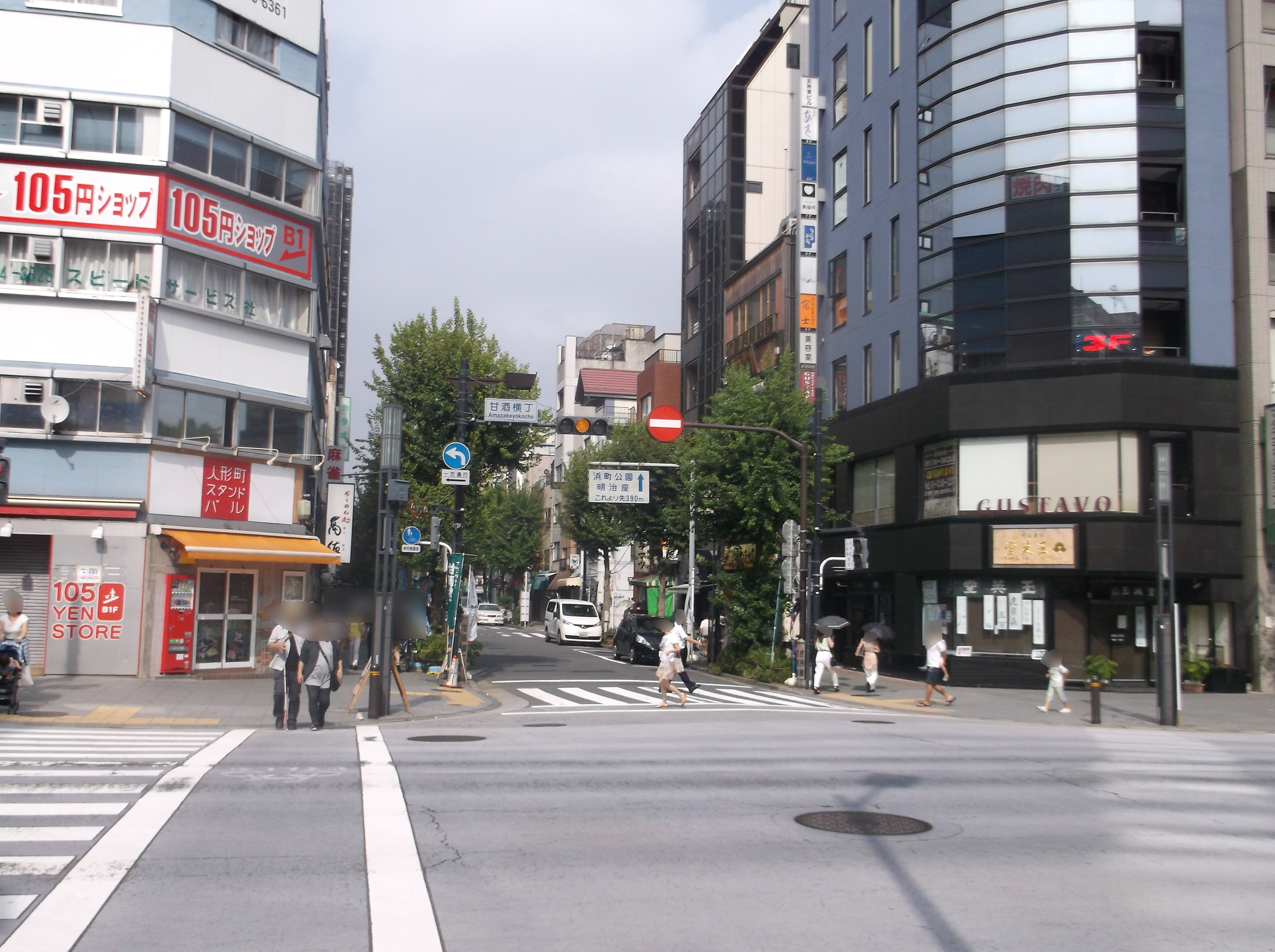
甘酒横丁
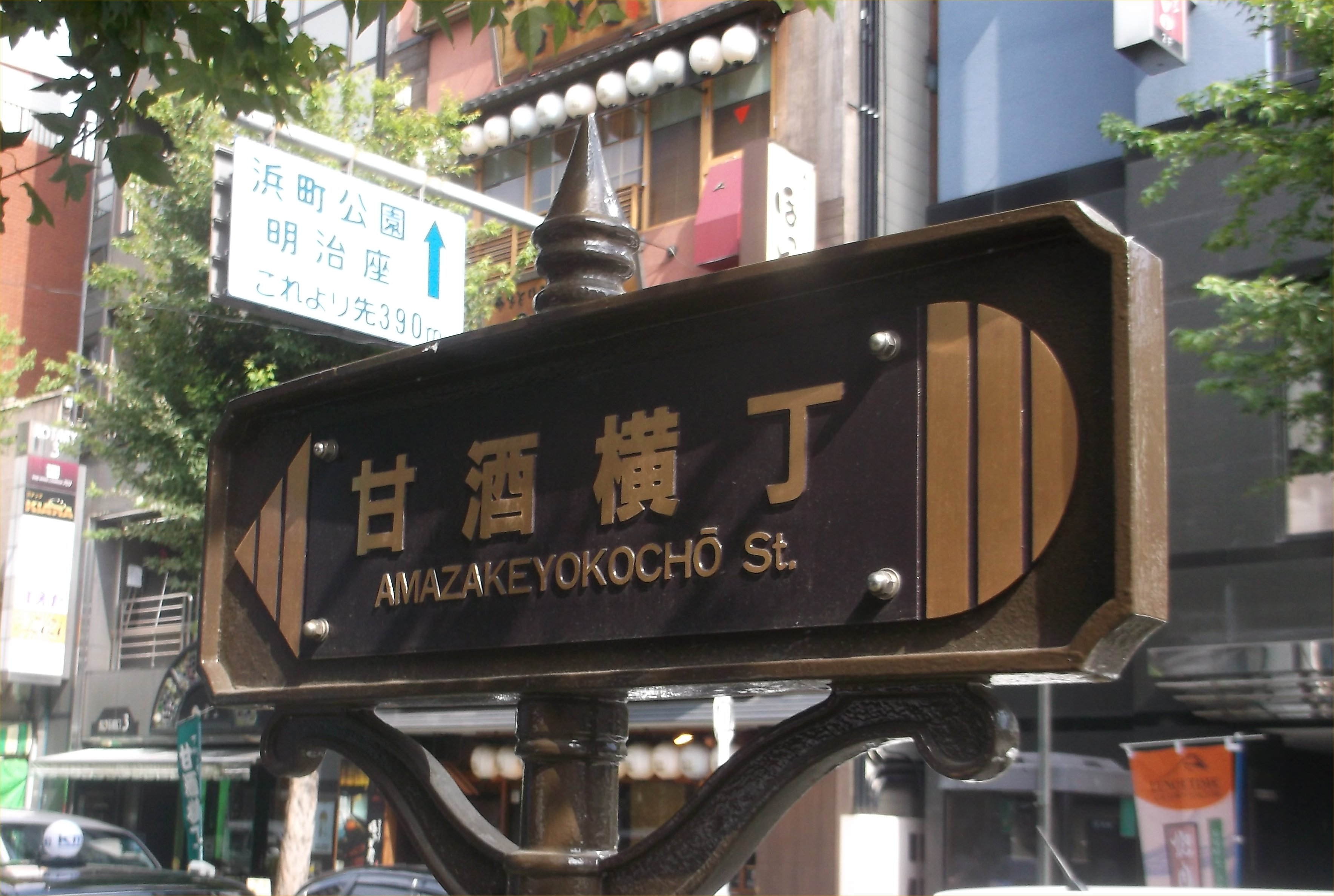
甘酒横丁の道路標
勧進帳の弁慶像 （浜町緑道）

明治座を訪れる観劇客の動線上にある商店街としても位置づけられ、商店や飲食店が建ち並ぶ。東京都内では唯一となった葛籠の製造販売店が通り沿いに所在する。
2013年から2016年にかけての水天宮（日本橋蛎殻町）の社殿の建て替えに際して、明治座近くの交差点付近に仮宮が設けられ、そこへの参道ともなった。

## 名称の由来
明治初期に、通りの入り口近くに「尾張屋」という甘酒屋があったことから名づけられたと言われる。

## アクセス
- 都営浅草線・東京メトロ日比谷線人形町駅
- 都営新宿線浜町駅
- 東京メトロ半蔵門線水天宮前駅
- メトロリンク日本橋Eライン